# Sandokan (serial de desene animate)
Sandokan este un serial animat care a fost lansat în 1992 de către BRB International, și difuzat în Regatul Unit pe Channel 4. Acest desen animat s-a bazat pe romanele lui Emilio Salgari. La fel ca în alte seriale produse de BRB, personajele sunt întruchipate de diverse animale. Sandokan, dupa cum sugerează și supranumele „Tigrul Malaeziei” este un tigru – la fel și mare parte din echipajul lui. Alte personaje sunt feline, câini, maimuțe, urși, chiar și crocodili.
Primele nouă episoade din serie sunt disponibile în trei DVD-uri în Regatul Unit. 
Aventurile din aceasta serie de desene animate de 26 episoade se bazează pe poveștile celebrului romancier italian Emilio Salgari (1862-1911). Povestea are loc în a doua jumătate a secolului al 19-lea, și se desfășoară în arhipelagul Malaeziei, Borneo, și India. 

## Descriere
Adaptată din romanele lui Emilio Salgari, seria spune povestea lui Sandokan, un prinț al cărui tron a fost uzurpat de către James Brooke care este cunoscut ca Rajah din Sarawak. Sandokan luptă ca să-și recâștige drepturile împreună cu o mână de pirați loiali și curajoși, alături fiindu-i bunul său prieten Yanez și Lady Marianna, nepoata Lordului James, guvernatorul din Labuan. Datorită frumuseții, delicateței și a sufletului ei bun, Marianna este foarte iubită de nativii insulei unde locuiește care o supranumesc Perla din Labuan. 
Sandokan are 3 inamici foarte puternici: Rajahul care încerca din răsputeri să-l omoare, Lordul James, care îl consideră un pirat foarte periculos și Baronul Willam, care vrea să îl îndepărteze de Domnița Marianna. 

## Personaje
- Sandokan, supranumit „Tigrul Malaeziei” este un prinț al cărui tron a fost uzurpat de catre James Brooke, care l-a trădat pe tatăl lui , Regele, si a luat sub stăpânire tot ceea ce avea familia lui Sandokan. Sandokan luptă să-și recâștige drepturile și să-și răzbune parinții împreună cu o mână de pirați loiali și curajosi, alături fiindu-i bunul său prieten Yanez care, la fel ca și Sandokan, luptă să iși razbune familia.
- Yanez este cel mai vechi și loial prieten al lui Sandokan. După ce a rămas orfan a fost convins de Sandokan să se alăture lui în lupta împotriva rajahului. Fiind un maestru în deghizări, Yanez reușește să aibă o importantă contribuție în planurile lui Sandokan.

- Pirații: Sandokan se bazează pe niște pirați loiali și curajoși, cu care navighează în Mările Chinei de Sud sau cu care apăra insulă Mompracen. Cei mai frecvent întâlniți sunt Patan, Marco-expert în mânuirea bastonului, căpitanul Giro-bucătar și căpitanul corăbiei lui Sandokan și Sanvi-Lion-cel mai puternic dintre pirați.
- Crackers este un papagal cu o infatisare de pirat(un petic la ochi si un picior de lemn) este extrem de laudaros si neastamparat, ceea ce il aduce in centru atentiei in unele situatii. Totusi ii ajuta foate mult pe pirati datorita dimensiunilor sale mici si abilitatii de a zbura.
- Domnița Marianna este nepoata Lordului James, guvernatorul din Labuan. Datorita frumusetii, delicatetei si a sufletului ei bun, Marianna este foarte iubita de bastinasii insulei unde locuieste. Acestia o numesc Perla din Labuan.
- James Brooke este cunoscut ca Rajahul din Sarawak. El doreste sa aiba sub stapanire toate insulele din Marile Chinei de Sud si sa-l omoare pe Sandokan, mostenitorul de drept al tronului din Sarawak.
- Lordul James este guvernatorul din Labuan. Acesta este un om batran si foarte bogat. El locuieste intr-o locuinta impunatoare, foarte bine pazita de gardienii lui, alaturi de nepoata sa, Domnita Marianna si servitorii acestuia. El o tine pe Marianna departe de Sandokan deoarece il considera un pirat foarte periculos.
- Baronul William este unul dintre cei mai mari inamici ai lui Sandokan, Baronul William, este bun prieten cu Lordul James si mare admirator al domnitei Marianna. El conduce numeroase atacuri asupra insulei Mompracem alaturi de trupele rajahului, dar nu ii poate opri definitiv pe pirati. Extrem de viclean si inselator, nu accepta niciodata ideea de a fi invins si cauta mereu razbunarea.
- Surama este descendent dintr-o familie foarte bogata,din India. Surama a fost rapita de banditii lui Suiodama in timpul unei calatorii prin jungla. A fost tinuta ani intregi in captivitate, pana cand a reusit sa evadeze si s-a intalnit cu Sandokan si ceilalti pirati. Fiind foarte atasata de Yanez, aceasta ii urmeaza pe pirati si ii ajuta cum poate mai bine.

### Personaje secundare
- Comandantul rajahului (o maimuta uriasa) este foarte devotat rajahului și foarte exigent cu soldatii sai. Acesta apara insula din Kimbaloo, dar de asemenea la ordinul rajahului ataca impreuna cu Baronul William insula Mompracem.
- Căpetenia Mingo este un babuin conducator al tribului Daiakos, format din maimute salbatice si foarte agresive.E l se aliaza cu Rajahul pentru a-l omora pe Lordul James, pe care il uraste extem de mult.
- Tremal Naic este un alt vechi prieten al lui Sandokan, Tremal Naic, locuieste pe insula Pangutarang, intr-o fortareata pazit de numeroase garzi. Cele mai cunoscute ajutoare ale sale sunt Tangusa, al doilea comandant al sau si Camamburi, primul.
- Suiodama este cel mai periculos si puternic infractor din India. Acesta terorizeaza de ani intregi acele zone, iar datorita abilitatilor sale, Lordul James il plateste pentru a-l ademeni pe Snadokan in India si pentru a-l omora.
- Shamina este fiica de 7-8 ani a lui Tremal Naic, care este rapita de banditii lui Suyodama pentru a-l indeparta pe Sandokan de Mompracem. Aceasta este salvata de Sandokan, iar Suyodama este infrant.
- Bedar este un prieten de-al lui Tremal Naic, din India, ii ajuta pe Tremal si Sandokan sa o gaseasca pe Shamina. El este omorat de unul din banditii lui Suyodama, intr-o ambuscada pregatita de acestia.